# Жуакін Маркес Лісбон
Жуакі́н Ма́ркес Лісбо́н, маркіз Тамандаре́ (порт. Joaquim Marques Lisboa, marquis of Tamandaré; 13 грудня 1807, Ріо-Гранде — 20 березня 1897, Ріо-де-Жанейро) — відомий бразильський флотоводець. Протягом кар'єри він досяг чина адмірала та отримав титул маркіза. Національний герой Бразилії, покровитель і командувач військово-морського флоту Бразилії.
Він взяв участь у кількох війнах:
- війна за Незалежність Бразилії в Баїї,
- придушення Конфедерація Екватору,
- Балаяди,
- Повстання Праейра, в Війні Фаррапус,
- Війна проти Орібе і Росаса,
- Війні Потрійного Альянсу.

Його вважають національним героєм, йому поставлені пам'ятники в містах Ріо-де-Жанейро, Сан-Паулу та Жуан-Пессоа (штат Параїба).